# Същински сиви китове
Същинските сиви китове (Eschrichtius) са род беззъби китове, включващ два съществуващи вида: сивия кит (E. robustus) и изчезналия вид E. akishimaensis.